# 21706 Robminehart
21706 Robminehart è un asteroide della fascia principale. Scoperto nel 1999, presenta un'orbita caratterizzata da un semiasse maggiore pari a 3,1859861 UA e da un'eccentricità di 0,1401546, inclinata di 0,26074° rispetto all'eclittica.